# Otto Lang (Bildhauer)
Otto Lang (* 5. September 1855 in Oberammergau; † 1929 in München) war ein deutscher Bildhauer.

## Leben

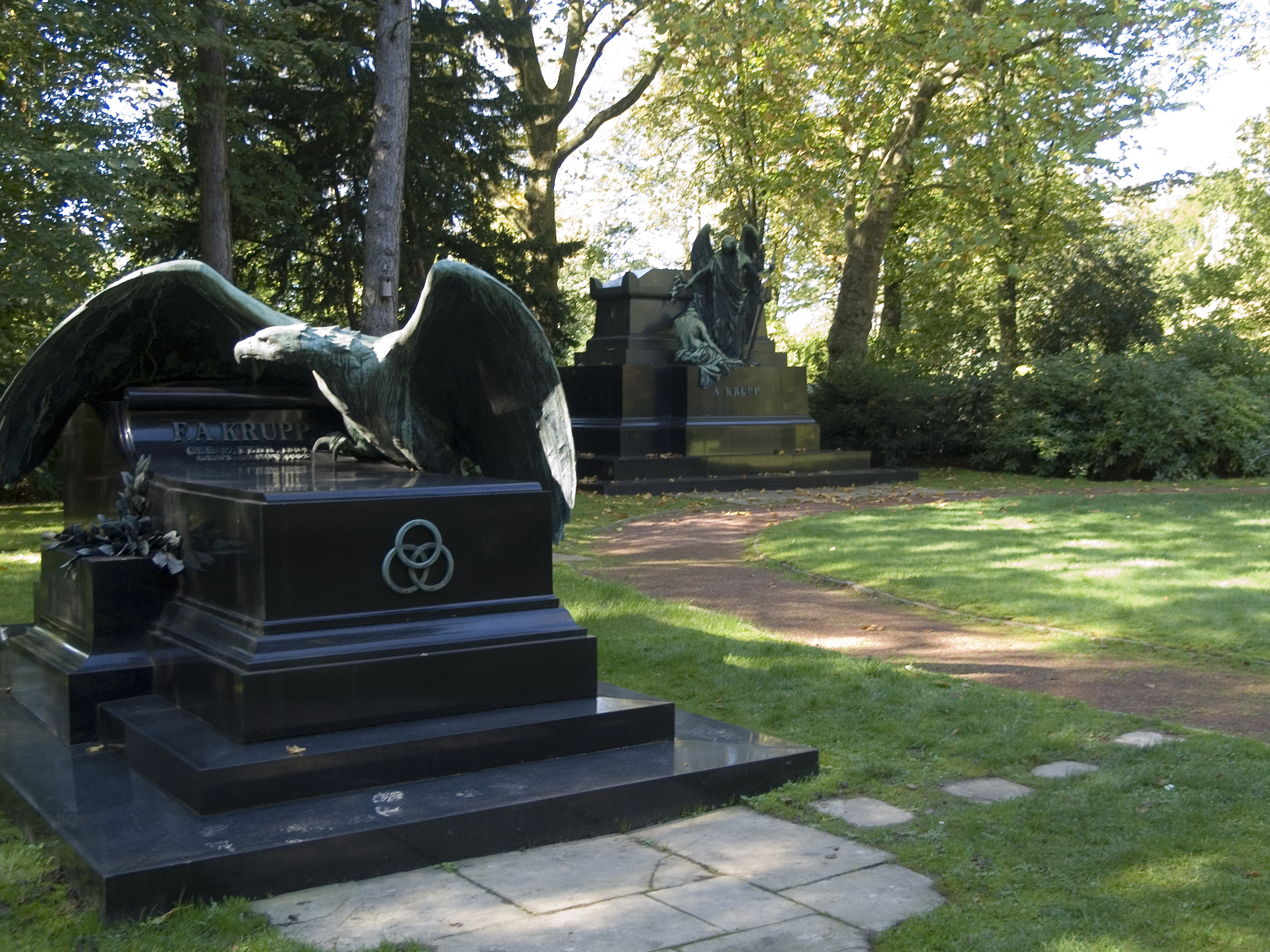
Grabmäler von Friedrich Alfred Krupp (Vordergrund) und Alfred Krupp (Hintergrund) auf dem Kruppfriedhof des Friedhofs Bredeney, Aufnahme 2010

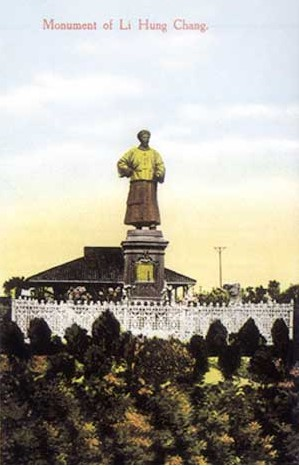
Li-Hongzhang-Denkmal in Shanghai, Aufnahme aus den 1910er Jahren

Lang, Sohn des Oberammergauer Bildschnitzers Sebastian Lang („Mühlbartl Sebastian“, 1830–1895), war zunächst Schüler der Kunstgewerbeschule Nürnberg. Am 20. Oktober 1876 schrieb er sich an der Königlichen Akademie der Bildenden Künste München im Fach Bildhauerei ein. 1877 setzte er seine Ausbildung im Meisteratelier Rudolf Siemerings in Berlin fort. 1880 unternahm er eine Studienreise nach Rom. Dort verkehrte er auch im Deutschen Künstlerverein. Nach seiner Rückkehr ließ er sich 1883 als freischaffender Bildhauer in München nieder, wo er sich in der Münchner Künstlergenossenschaft engagierte.
Lang entwarf Großplastiken, Büsten, Reliefs und Brunnen. Zu seinen Hauptwerken gehören Germane mit erlegtem Eber (1881), Amor (1882) und das Grabdenkmal für Alfred Krupp in Essen (1891). Das Grabmal für dessen Sohn Friedrich Alfred Krupp (1903), den er in Kunstfragen beraten hatte, entwarf er ebenfalls. Nach Translozierungen in den Jahren 1910 und 1955 befinden sich beide Grabmäler heute auf dem Friedhof Bredeney.
Lang hatte Krupp über seinen Münchner Künstlerfreund Felix von Ende kennengelernt. Dessen Schwester Margarete war Krupps Ehefrau. Im Auftrag der Firma Krupp in Essen schuf Lang zwischen 1893 und 1896 das Li-Hongzhang-Denkmal, ein Bronze-Kolossaldenkmal für den chinesischen General und Staatsmann Li Hongzhang, den „Vizekönig von Zhili“. Als einziges Objekt seiner Art in China wurde es 1906 im Garten des für Li Hongzhang erstellten Gedächtnistempels in Shanghai aufgestellt.